# Berk, Dodurga
Berkköy là một xã thuộc huyện Dodurga, tỉnh Çorum, Thổ Nhĩ Kỳ. Dân số thời điểm năm 2010 là 334 người.